# Người giám hộ phù thủy
Người giám hộ phù thủy (tiếng Nga: Ведьма-хранительница) là phần tiếp theo của cuốn tiểu thuyết huyền ảo Giới phù thủy, ra đời năm 2003.

## Nội dung

### Nhân vật
- Volkha Rednaya
- Lyon
- Orsana
- Rolar: Ma cà rồng
- Lereyena: Ma cà rồng
- Val (Valisy)
- Ksan Deyanir Perlov (Giáo sư Ksandr)
- Giáo sư Pitrim
- Vua Naum
- Rycharg
- Kella
- Gereda